# Colecistocinina

CCK tetrapeptídeo

A colecistocinina ou colecistoquinina (CCK; do grego chole, "bile"; cysto, "saco/vesícula"; kinin, "mover") é um hormônio gastro-intestinal (GI) que estimula a contração da vesícula biliar e secreção de enzimas do pâncreas, com digestão de Carboidrato, gordura e proteínas. Está relacionado com a digestão e com a sensação de saciedade.

## Síntese da CCK
É secretada por células endócrinas do intestino proximal, as células I do duodeno e Jejuno. Pode ser encontrada em neurônios do íleo terminal e cólon. É sintetizada também no sistema nervoso central por neurônios do córtex cerebral, onde parece estar envolvida nos mecanismos reguladores da ansiedade e do apetite.

## Funções da CCK
A colecistoquinina (CCK) age gerando contrações da vesícula biliar e relaxando o Esfíncter de Oddi em conjunto a ação da secretina (outro hormona secretado pelo intestino) que estimula a produção de bile.
Outro de seus principais efeitos é a estimulação da secreção de enzimas pancreáticas, potenciação a ação da secretina. Ambas essas hormonas estimulam a proliferação celular no pâncreas exócrino. A secretina estimula secreção biliar e pancreátrica de bicarbonato, uma ação que também partilhada pela CCK em menor intensidade.
Além disso a CCK inibe o esvaziamento gástrico ao aumentar a contração do esfíncter pilórico, impedindo o refluxo gastro-duodenal.
No hipotálamo tem um efeito de saciedade, porém, tentativas de manipulá-la para reduzir a fome e peso de pessoas obesas não foram bem sucedidas. Pode estar associado com transtornos de ansiedade e com obesidade mórbida. Seu papel em reduzir o apetite é mais eficiente em jovens do que em adultos e pouco eficiente em obesos.
Existem evidências recentes que também sugerem um papel importante na indução de tolerância a opioides como a morfina e a heroína e com estar parcialmente envolvido em experiências de hipersensibilidade a dor durante a retirada de opioides.

## Estimulação e inibição
O aumento da sua secreção ocorre pela presença de dois estímulos fisiológicos:
- Monoglicerídeos e ácidos graxos (mas não triglicerídeos) no estômago;
- Pequenos peptídeos e aminoácidos no estômago ou no duodeno.

Leva 15 minutos para elevar seus níveis no sangue, e mantem os níveis elevados por cerca de 3 horas. É inibido pelos ácidos da bile no intestino delgado e pela somatostatina.